# Gloria Lie Kwie Sjoe
Gloria Lie Kwie Sjoe, meisjesnaam Wong Swie San (1970), is een Surinaams zangeres, kinderwerker en politicus. Ze bespeelt meerdere muziekinstrumenten en bracht drie solo-gospelalbums uit. Sinds 1997 is ze directeur van de stichting Weid Mijn Lammeren die zich richt op het welzijn van vooral kansarme kinderen. Ook zet ze zich in voor bescherming van kinderen tegen media-invloeden. In 2018 publiceerde ze een boek over kinderwerk, getiteld Hou je echt van mij? Ze is actief voor de politieke partij DOE.

## Biografie

### Jonge jaren en muziek
Wong Swie San werd in 1970 in Suriname geboren, kort voordat ze met haar ouders meerdere jaren in Nederland woonde. Haar ouders waren muzikaal en speelden beide gitaar. Haar moeder speelde verder nog accordeon en piano. Van haar ouders kreeg ze voor haar zevende verjaardag een ukelele cadeau. Het exemplaar staat afgedrukt op haar debuutalbum, Har mi krosbé (circa 1999). Ze kreeg vier jaar lang klassiek piano- en twee jaar blokfluitles. Vanaf 15-jarige leeftijd begon ze met solozingen, waarbij ze geïnspireerd werd door muziek van de gospelpop-zangeres Amy Grant. Op haar 16e richtte ze de meisjesband Sur5 op, waarin zij zelf keyboard speelde. Hier speelde onder andere ook haar zus Jennifer mee op dwarsfluit. De band bleef twee jaar bij elkaar. Een andere zus is de televisiepresentatrice Thersa.
Op 20 december 1990 huwde ze Winston Lie Kwie Sjoe met wie ze drie kinderen kreeg. De muziek verdween voor een deel naar de achtergrond; ze bleef nog wel muzikaal actief voor de kerkgemeente Lob Makandra en gaf nog incidenteel een concert, zoals tijdens kerstshows op televisie. In 1999 ontdekte de platenproducer Henk Lagadeau haar muzikale talent en nam een gospelalbum van haar op, Har mi krosbé, waarvan 3000 cd's werden verkocht. Van de opvolger, Jezus wawan (circa 2001) werden 1100 exemplaren verkocht. Daarna verscheen haar labum Pikin fu (2006). Tijdens de ketikotiviering trad ze als lid van de band GodChasers op in het Jeugdcentrum. Het evenement werd door rond de vierduizend mensen bezocht.

### Kinderwerk en kinderbelangen
Samen met haar moeder startte ze in 1991 in Santopolder een kinderclub. In 1994 kwam ze op een zendelingenconferentie in contact met Else en Peter Vlug. Het contact leidde tot de oprichting van Stichting Weid Mijn Lammeren, gelijknamig aan Vlugs boek en gebaseerd op een uitspraak van Jezus (Johannes 21:15). De oprichting gebeurde op 7 juli 1997 en Gloria Lie Kwie Sjoe nam de directie op zich. De stichting richt zich op het welzijn van vooral kansarme kinderen.
In januari 2008 startte ze met haar stichting een handtekeningenactie met de oproep om kinderen te beschermen tegen media-uitzendingen met geweld en pornografie. Ze overhandigde de petitie aan president Ronald Venetiaan. In 2013 maakte ze met haar stichting deel uit van het comité Kindvriendelijke Media Suriname (KMS), samen met organisaties als KidzTori en het 10 Minuten Jeugdjournaal. De oplossing tegen kindonvriendelijke programma's overdag en in de vroege avond zagen ze in classificatiesysteem voor televisie- en radioprogramma's. Met KMS ging ze onder meer in gesprek met DNA-voorzitter Jennifer Geerlings-Simons.

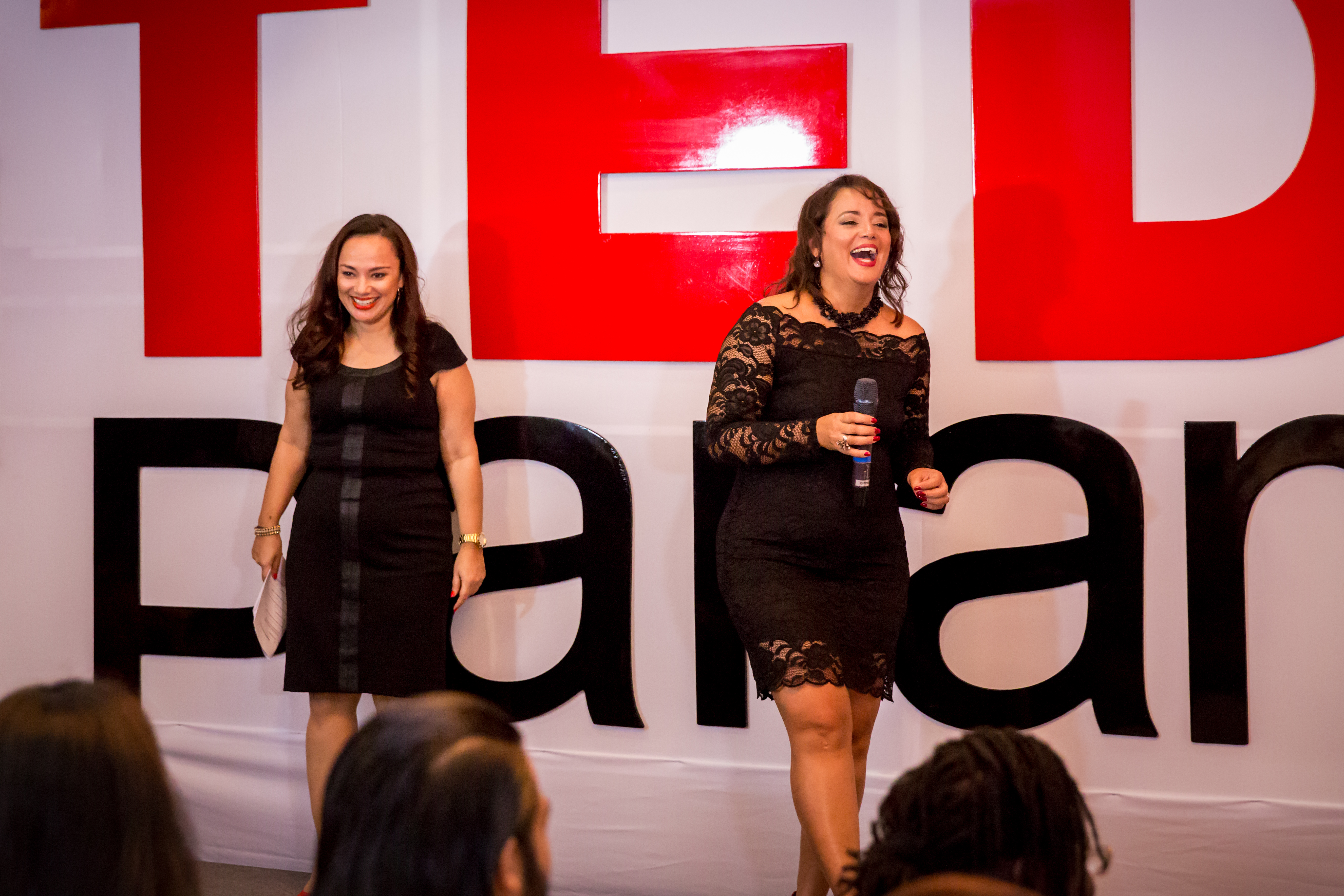
Gloria met haar zus Jennifer in de organisatie van TEDxParamariboWomen, 2015

Lie Kwie Sjoe is daarnaast betrokken bij andere activiteiten. Ze is ondervoorzitter van de Nationale Kindergebedsdag, deed pr-werk voor de Global Leadership Summit in 2014, was betrokken bij de organisatie van een studiedag over kindermishandeling in 2015 en was betrokken met hosting en pr bij TED-conferenties in Suriname.
In 2018 publiceerde ze een boek over kinderwerk, getiteld Hou je echt van mij? Het bestaat uit vier delen die los van elkaar te lezen zijn. Die gaan over de geschiedenis van de stichting, tien redenen van het belang van kinderwerk, kinderpastoraat en -cultuur, en tips uit de praktijk van het kinderwerk.
In 2020 opende de Stichting Weid mijn Lammeren op haar initiatief het Hadassah Opvangcentrum, waar 35 kinderen kunnen worden opgevangen.

### Politiek
In januari 2015 sloot ze zich aan bij de politieke partij Democratie en Ontwikkeling in Eenheid (DOE). Haar drijfveer is om te ijveren voor gelijkwaardige behandeling van de behoeftes van kinderen en kwetsbare vrouwen.
Ze was, naast kinderwerker, beleidsadviseur voor minister Regilio Dodson van Natuurlijke Hulpbronnen. Toen ze in 2018 werd verkozen tot ondervoorzitter van DOE, werden deze twee functies conflicterend geacht en werd ze overgeplaatst naar het ministerie van Binnenlandse Zaken.
Tijdens de verkiezingen van 2015 was ze lijsttrekker voor de partij in het district Wanica. Tijdens de verkiezingen van 2020 was ze opnieuw kandidaat van DOE voor Wanica. Haar partij verwierf echter geen zetels.
Tijdens de verkiezingen van 2025 stond zij op nummer 7 van de lijst van de A20, dat een samenwerkingslijst is van A20, DOE en de PRO.